# Norvég költők, írók listája
Ez a lista a norvég nyelven alkotó írók és költők betűrendes listája évszámokkal megjelölve:

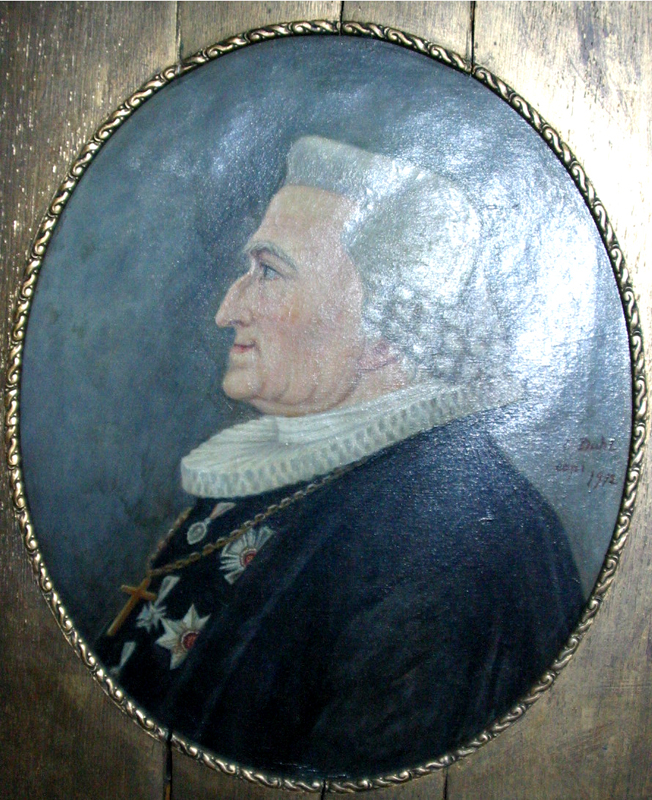
Johan Nordahl Brun, bergeni dóm festménye

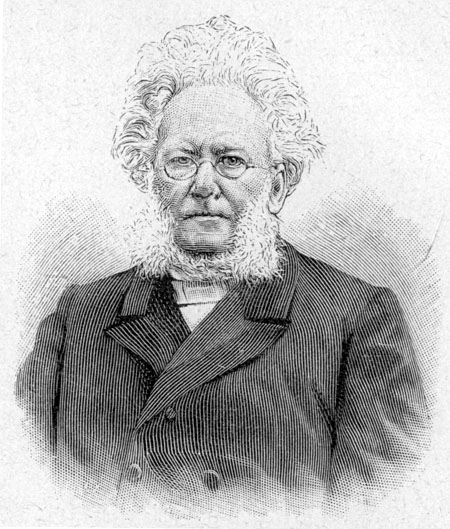
Henrik Ibsen (1828–1906)

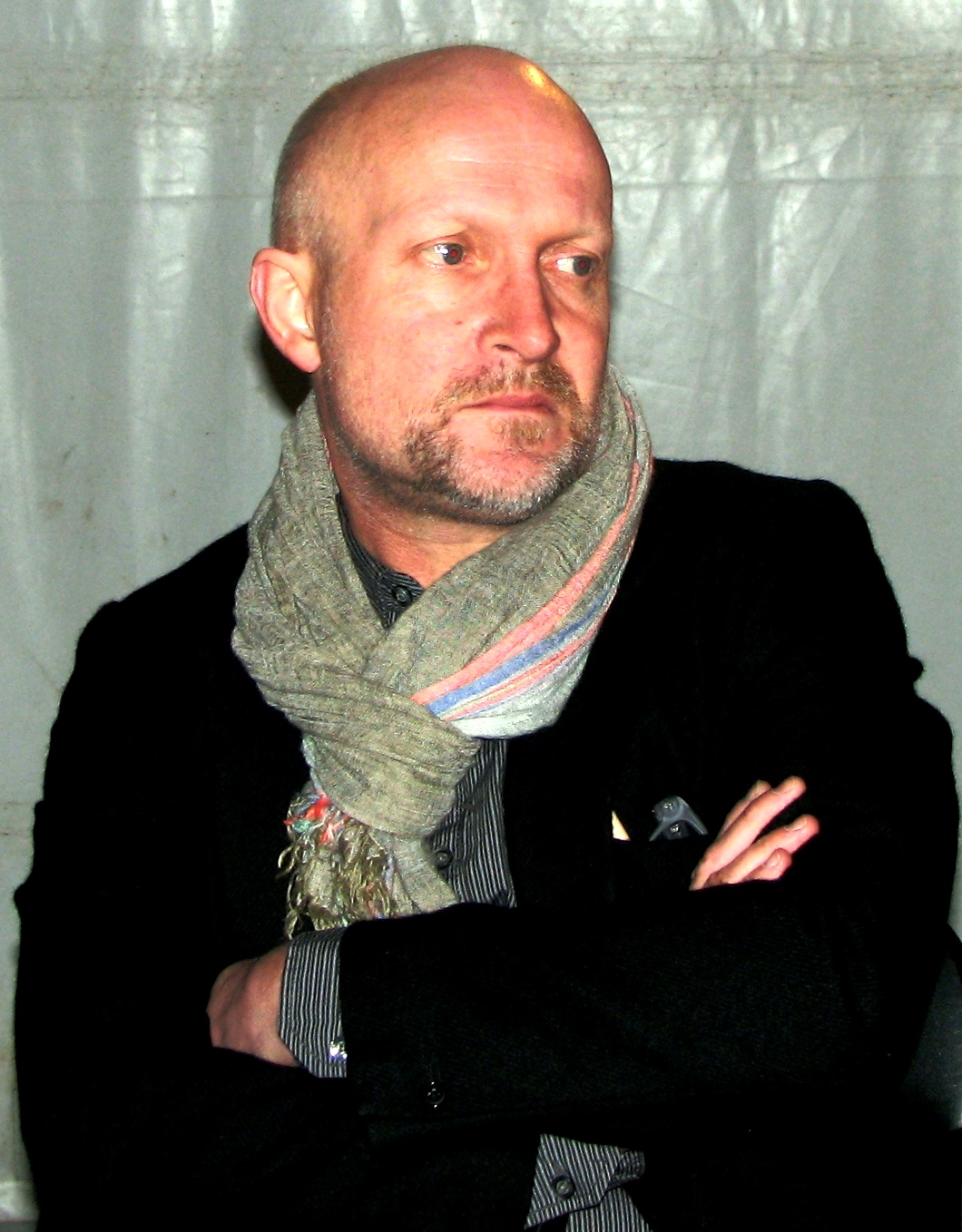
Lars Saabye Christensen

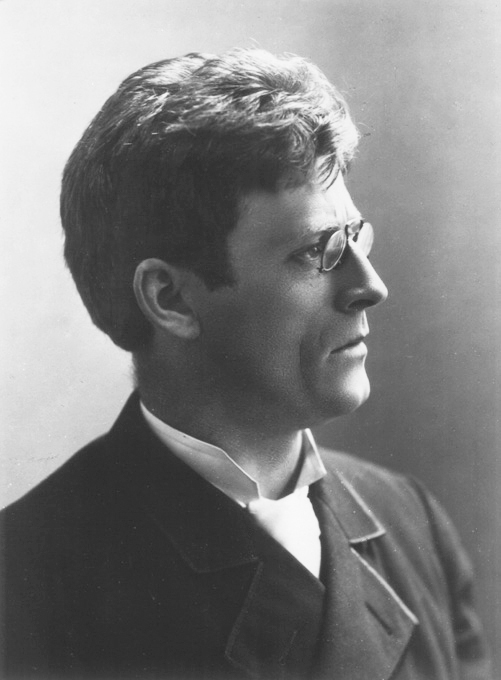
Knut Hamsun

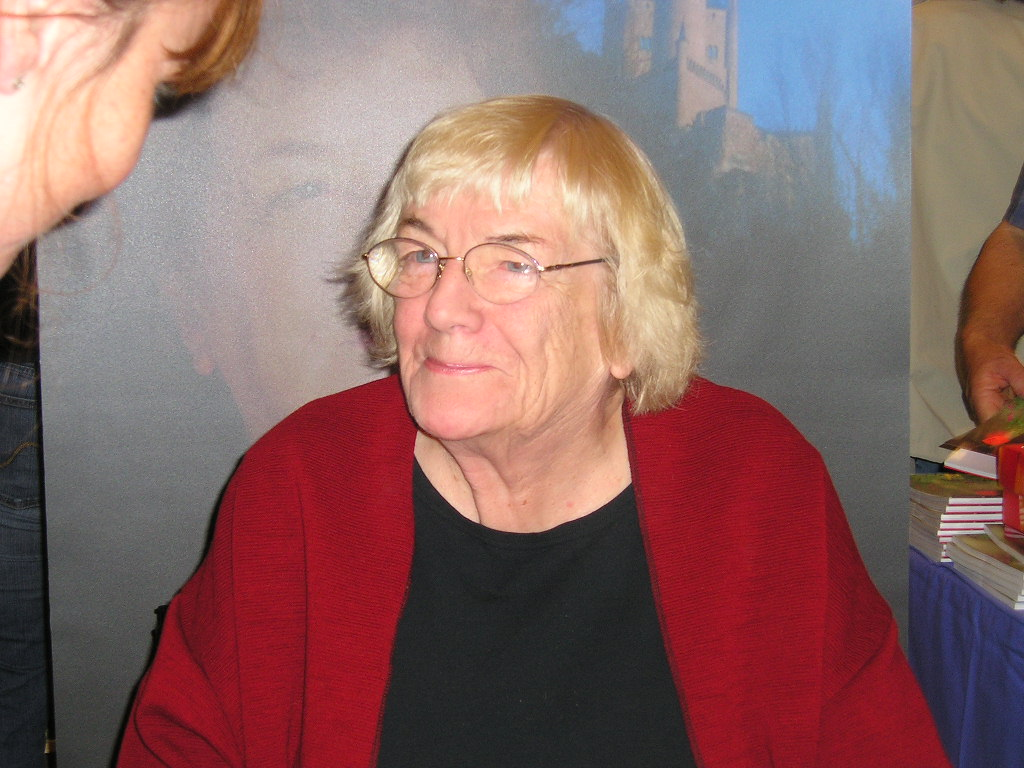
Margit Sandemo

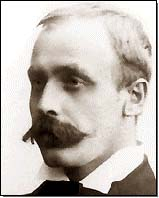
Sigbjørn Obstfelder

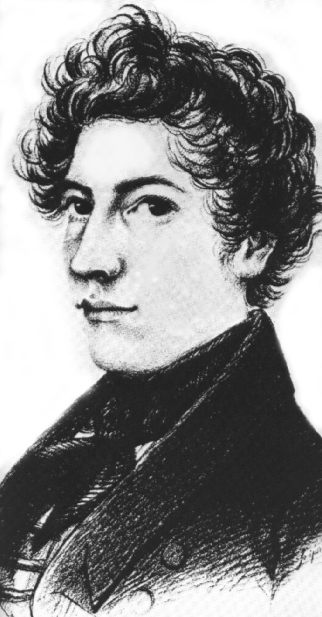
Johan Sebastian Welhaven

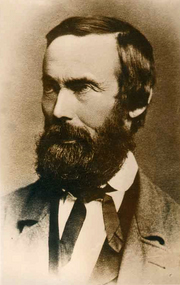
Aasmund Olavsson Vinje

| Ábécé szerinti tartalomjegyzék                      |
| --------------------------------------------------- |
| A B C D E F G H I J K L M N O P Q R S T U V W X Y Z |

## A
- Ivar Aasen (1813–1896)
- Hans Aanrud (1863–1953)
- Tryggve Andersen (1866–1920)
- Marie Aubert (1979–)

## B
- Jon Bing (1944–2014)
- André Bjerke (1918–1985)
- Jens Bjørneboe (1920–1976)
- Bjørnstjerne Bjørnson (1832–1910), Irodalmi Nobel-díj (1903)
- Ketil Bjørnstad (1952–)
- Johan Bojer (1872–1959)
- Johan Borgen (1902–1979)
- Hjalmar Hjorth Boyesen (1848–1895)
- Tor Åge Bringsværd (1939–)
- Olaf Bull (1883–1933)
- Absalon Pederssøn Beyer (1528–1575)
- Jan-Magnus Bruheim (1914–1988)
- Johan Nordahl Brun (1745–1816)
- Sophus Bugge (1833–1907)
- Jacob Breda Bull (1853–1930)

## C
- Finn Carling (1925–2004)
- Lars Saabye Christensen (1953–)
- Camilla Collett (1813–1895)

## D
- Petter Dass (1647–1707)
- Olav Duun (1876–1939)
- Arne Dybfest (1868–1892)

## E
- Anne Karin Elstad (1938–2012)
- Dorothe Engelbretsdotter (1634–1713)
- Peter Eogel (1869–)

## F
- Knut Faldbakken (1941–)
- Matias Faldbakken (1973–)
- Johan Falkberget (1879–1967)
- Kolbein Falkeid (1933–2021)
- Helga Flatland (1984–)
- Kjartan Fløgstad (1944)
- Jon Fosse (1959–)
- Karin Fossum (1954–)
- Yngve Frøyen (1970–)

## G
- Jostein Gaarder (1952–)
- Arne Garborg (1851–1924)
- Hulda Garborg (1862–1934)
- Claes Gill (1910–1973)
- Frode Grytten (1960–)
- Trygve Gulbranssen (1894–1962)
- Nordahl Grieg (1902–1943)

## H
- Inger Hagerup (1905–1985)
- Jonny Halberg (1962)
- Erik Fosnes Hansen (1965–)
- Olav H. Hauge (1908–1994)
- Knut Hamsun (1860–1952), Irodalmi Nobel-díj (1920)
- Marie Hamsun (1881–1969)
- Johan Harstad (1979–)
- Tormod Haugen (1945–2008)
- Arne Heli (1924–2006)
- Mikal Hem (1973–)
- Vera Henriksen (1927–2016)
- Hans Herbjørnsrud (1938–2023)
- Sigurd Hoel (1890–1960)
- Ludvig Holberg (1684–1754)
- Anne Holt (1958)–
- Marte Huke (1974–)
- Øivind Hånes (1960–)

## I
- Henrik Ibsen (1828–1906)

## J
- Roy Jacobsen (1954–)
- Georg Johannesen (1931–2005)
- Dagny Juel (1867–1901)
- Hans Jæger (1854–1910)

## K
- Jan Kjærstad (1953–)
- Alexander Lange Kielland (1849–1906)
- Hans Ernst Kinck (1865–1926)
- Karl Ove Knausgård (1968–)
- Thomas Peter Krag (1868–1913)
- Helge Krog (1889–1962)
- Christian Krohg (1852–1925)

## L
- Terje Holtet Larsen (1964–)
- Jonas Lie (1833–1908)
- Erlend Loe (1969–)
- Magnus Brostrup Landstad (1802–1880)
- Unni Lindell (1957–)
- Maja Lunde (1975–)

## M
- Trude Marstein (1973–)
- Stein Mehren (1935–2017)
- Jørgen Moe (1813–1882)
- Agnar Mykle (1915–1994)

## N
- Rudolf Nilsen (1901–1929)
- Tove Nilsen (1952–)
- Jo Nesbø (1960–)

## O
- Sigbjørn Obstfelder (1866–1900)

## P
- John Paulsen (1851–1924)
- Per Petterson (1952–)

## R
- Tore Renberg (1972–)
- Frank Rossavik (1965–)

## S
- Cora Sandel (Sara Fabricius, 1880–1974)
- Margit Sandemo (1924–2018), (Fantasy).
- Aksel Sandemose (1899–1965))
- Annik Saxegaard (Berte Bratt, Nina Nord, Ulla Scherenhof) (1905–1990)
- Gabriel Scott (1874–1958)
- Åsne Seierstad (1970–)
- Per Sivle (1857–1904)
- Dag Solstad (1941–)
- Aimée Sommerfelt (1892–1975)
- Steinar Sørlle (1942–)
- Bjørn Sortland (1968–)
- Henrik Steffens (1773–1845)

## T
- Magdalene Thoresen (1819–1903)

## U
- Linn Ullmann (1966–)
- Tor Ulven (1953–1995)
- Sigrid Undset (1882–1949), Irodalmi Nobel-díj (1928)

## V
- Aslaug Vaa (1889–1965)
- Tarjei Vesaas (1897–1970)
- Anne-Catharina Vestly (1920–2008)
- Gudmund Vindland (1949–)
- Aasmund Olavsson Vinje (1818–1870)
- Jan Erik Vold (1939–)

## W
- Herbjørg Wassmo (1942–)
- Johan Sebastian Welhaven (1807–1873)
- Henrik Wergeland (1808–1845)

## Ø
- Einar Økland (1940–)
- Hanne Ørstavik (1969–)
- Arnulf Øverland (1889–1968)

## Å/Aa
- Hans Aanrud (1863–1953)
- Ivar Aasen (1813–1896)

## Lásd még
- Roald Dahl (1916–1990) (norvég származású)